# Inge Wersin-Lantschner
Pour les articles homonymes, voir Lantschner.
Inge Wersin-Lantschner, née le 26 janvier 1905 à Innsbruck et morte le 16 juin 1997 dans la même ville, est une skieuse alpine autrichienne.

## Biographie
Elle est la sœur de Gerhard (de), Gustav, Hadwig et Inge Lantschner, ainsi que la cousine de Hellmut Lantschner, tous skieurs alpins.

## Palmarès

### Championnats du monde
| Épreuve / Édition               | Descente | Slalom | Combiné                          |
| ------------------------------- | -------- | ------ | -------------------------------- |
| Mondiaux 1931 Mürren            | 8e       | Argent | Épreuve inexistante à cette date |
| Mondiaux 1932 Cortina d'Ampezzo | Argent   | 6e     | Argent                           |
| Mondiaux 1933 Innsbruck         | Or       | Or     | Or                               |

### Arlberg-Kandahar
- Vainqueur du Kandahar 1930 à Sankt Anton
  - Vainqueur de la descente 1930 à Sankt Anton
  - Vainqueur du slalom 1930 à Sankt Anton